# بنديكت واغنر
بنديكت واغنر (مواليد 14 يونيو 1990) هو مبارز بالسيف ألماني، مثّل بلاده في الألعاب الأولمبية الصيفية 2012.

## روابط خارجية
بنديكت واغنر على موقع الاتحاد الدولي للمبارزة (الإنجليزية)
- بنديكت واغنر على موقع الاتحاد الأوروبي للمبارزة (الإنجليزية)
- بنديكت واغنر على موقع اللجنة الأولمبية الدولية (الإنجليزية)
- بنديكت واغنر على موقع أوليمبيديا (الإنجليزية)
- بنديكت واغنر على موقع اللجنة الأولمبية الألمانية (الألمانية)